# Acholiland

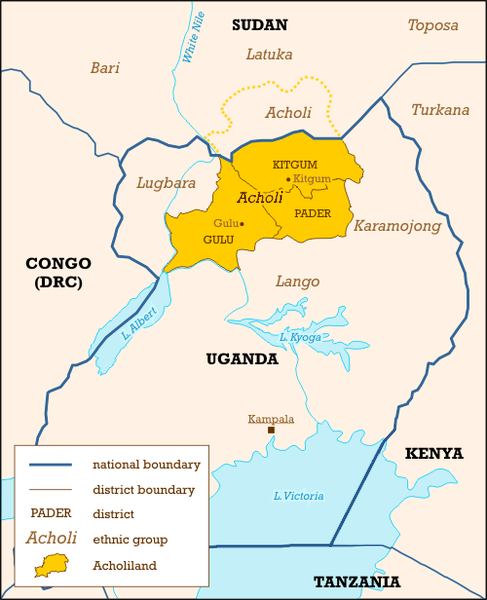
Das Acholiland in Uganda

Als Acholiland wird das traditionelle Siedlungsgebiet des afrikanischen Volkes der Acholi bezeichnet.
Meist sind damit die Distrikte Gulu, Pader und Kitgum im Norden Ugandas gemeint. Die jenseits der Grenze im Südsudan lebenden Acholi werden in der Bezeichnung Acholiland oft nicht berücksichtigt.
Das ugandische Acholiland sowie die angrenzenden Distrikte sind seit 1987 vom Krieg zwischen der ugandischen Armee und den Rebellen der Lord’s Resistance Army betroffen.

## Trivia
2009 wurde ein Kurzfilm mit dem Titel Acholiland veröffentlicht, der die Problematik der humanitären Lage nach jahrzehntelangem Bürgerkrieg in dieser Region aufgreift. Regie führte Dean Israelite, der dafür im selben Jahr mit dem Kurzfilm-Emmy in der Kategorie „Drama“ ausgezeichnet wurde.